# Buironfosse
Buironfosse – miejscowość i gmina we Francji, w regionie Hauts-de-France, w departamencie Aisne.
Według danych na styczeń 2014 roku gminę zamieszkiwały 1204 osoby, a gęstość zaludnienia wynosiła 68,4 osób/km².